# 4057 Demophon
4057 Demophon este un asteroid descoperit pe 15 octombrie 1985 de Edward Bowell.